# Rondibilis phontionensis
Rondibilis phontionensis es una especie de escarabajo longicornio del género Rondibilis, tribu Acanthocinini, subfamilia Lamiinae. Fue descrita científicamente por Breuning en 1968.

## Descripción
Mide 8-9 milímetros de longitud.

## Distribución
Se distribuye por Laos.